# P. J. 케네디
패트릭 조지프 케네디(영어: Patrick Joseph Kennedy, 줄여서 P. J. 케네디(P. J. Kennedy), 1858년 1월 14일 ~ 1929년 5월 18일)는 미국의 기업인, 정치인이다. 미국의 대통령을 역임한 존 F. 케네디의 할아버지이기도 하다.

## 생애
패트릭 조지프 케네디는 1858년 1월 14일 매사추세츠주 보스턴에서 태어났다. 그의 부모는 패트릭 케네디(Patrick Kennedy, 1823년 ~ 1858년)와 브리짓 머피(Bridget Murphy, 1825년 ~ 1888년)로, 그가 태어나기 전인 1849년에 아일랜드에서 미국으로 이주하여 정착한 로마 가톨릭교회 신자였다. 그는 2남 3녀 중 차남이었으며, 장남인 형 존 케네디 3세(1854년 ~ 1855년)가 어려서 요절했으므로, 실질적인 장남이자 외아들로 자랐다.
그의 아버지인 패트릭 케네디가 패트릭 조지프가 태어난지 약 10개월 뒤에 사망했다. 그가 태어날 당시 그의 집안은 매우 가난했기 때문에, 그는 14살 때 학교를 자퇴하고 일을 했다. 그는 부두에서 일하며 간간히 생계를 유지해 나갔으며, 위스키 장사로 큰 성공을 거둔 이후에 민주당에 입당했고, 매사추세츠주 하원 의원(서퍽 제2지역구, 1884년 ~ 1889년), 매사추세츠주 상원 의원(서퍽 제4지역구, 1889년 ~ 1895년)을 역임했다. 1929년 5월 18일 매사추세츠주 보스턴에서 사망했다. 그는 케네디 가문의 초석을 닦은 사람으로 평가되고 있다.

## 자녀
패트릭 조지프는 1887년 11월 23일 메리 어거스타 히키(Mary Augusta Hickey, 1857년 ~ 1923년)와 결혼했다.
- 조지프 P. 케네디(1888년 ~ 1969년) - 은행장, 영국 주재 미국 대사
- 프랜시스 케네디(1891년 ~ 1892년) - 요절
- 메리 로레타 케네디(1892년 ~ 1972년)
- 마거릿 로즈 케네디(1898년 ~ 1974년)